# Verbandsgemeinde Ransbach-Baumbach
La comunità amministrativa di Ransbach-Baumbach (Verbandsgemeinde Ransbach-Baumbach) si trova nel circondario del Westerwaldkreis nella Renania-Palatinato, in Germania.

## Comuni
Fanno parte della comunità amministrativa i seguenti comuni:
| Comune, città                      | Sup. (km²) | Abitanti |
| ---------------------------------- | ---------- | -------- |
| Alsbach                            | 4,76       | 642      |
| Breitenau                          | 6,04       | 705      |
| Caan                               | 3,44       | 697      |
| Deesen                             | 3,39       | 719      |
| Hundsdorf                          | 1,40       | 436      |
| Nauort                             | 6,42       | 2 272    |
| Oberhaid                           | 1,92       | 377      |
| Ransbach-Baumbach, città           | 12,14      | 7 959    |
| Sessenbach                         | 2,79       | 512      |
| Wirscheid                          | 2,68       | 343      |
| Wittgert                           | 4,68       | 633      |
| Verbandsgemeinde Ransbach-Baumbach | 49,67      | 15 295   |

(Abitanti al 31 dicembre 2021)